# СССР на зимних Олимпийских играх 1984
Советский Союз принимал участие в Зимних Олимпийских играх 1984 года в Сараево (Югославия) в восьмой раз за свою историю, и завоевал 6 золотых, 10 серебряных и 9 бронзовых медалей. Сборную страны представляли 99 участников, из которых 25 женщин. СССР занял второе командное место на олимпиаде. Советские спортсмены выиграли медали в 7 видах спорта — коньках, лыжах, фигурном катании, хоккее, биатлоне (золотые), санях и впервые в истории в бобслее (бронза). Лыжник Зимятов стал четырёхкратным олимпийским чемпионом, а хоккеист Третьяк- трёхкратным. Блестяще выступили конькобежцы, принёсшие 9 медалей. По количеству выигранных медалей эта олимпиада до сих пор лучшая для саночников, выигравших 3 награды — 2 серебра и бронзу. Вернули себе звание чемпионов хоккеисты, биатлонисты выиграли эстафету на пятой олимпиаде подряд. Конькобежец Малков и лыжник Зимятов привезли из Сараево золото и серебро, конькобежец Хлебников и лыжники Сметанина и Завьялов выиграли 2 серебра, а конькобежка Петрусёва — 2 бронзы.
| Медали  | Спортсмены                                                          | Вид спорта         | Дисциплина          | Результат |
| ------- | ------------------------------------------------------------------- | ------------------ | ------------------- | --------- |
| Золото  | Сергей Фокичев                                                      | Конькобежный спорт | 500 метров          | 38,19     |
| Золото  | Игорь Малков                                                        | Конькобежный спорт | 10 000 метров       | 14.39,90  |
| Золото  | Николай Зимятов                                                     | Лыжные гонки       | 30 км               | 1.28.56,3 |
| Золото  | Елена Валова Олег Васильев                                          | Фигурное катание   | пары                |           |
| Золото  | Дмитрий Васильев Юрий Кашкаров Альгимантас Шална Сергей Булыгин     | Биатлон            | 4 x 7,5 км эстафета | 1.38.51,7 |
| Золото  | Сборная СССР по хоккею с шайбой                                     | Хоккей             |                     |           |
| Серебро | Сергей Данилин                                                      | Санный спорт       |                     | 3.04,962  |
| Серебро | Сергей Хлебников                                                    | Конькобежный спорт | 1 000 метров        | 1.16,63   |
| Серебро | Сергей Хлебников                                                    | Конькобежный спорт | 1 500 метров        | 1.58,83   |
| Серебро | Игорь Малков                                                        | Конькобежный спорт | 5 000 метров        | 7.12,30   |
| Серебро | Раиса Сметанина                                                     | Лыжные гонки       | 10 км               | 32.02,9   |
| Серебро | Раиса Сметанина                                                     | Лыжные гонки       | 20 км               | 1.02.26,7 |
| Серебро | Александр Завьялов                                                  | Лыжные гонки       | 30 км               | 1.29.23,3 |
| Серебро | Евгений Белоусов Александр Беляков                                  | Санный спорт       |                     | 1.23,660  |
| Серебро | Наталья Бестемьянова Андрей Букин                                   | Фигурное катание   |                     |           |
| Серебро | Александр Батюк Александр Завьялов Владимир Никитин Николай Зимятов | Лыжные гонки       | 4×10 км эстафета    | 1.55.16,5 |
| Бронза  | Олег Божьев                                                         | Конькобежный спорт | 1 000 метров        | 1.58,89   |
| Бронза  | Валерий Дудин                                                       | Санный спорт       |                     | 3.05,012  |
| Бронза  | Кира Иванова                                                        | Фигурное катание   | женщины             |           |
| Бронза  | Наталья Петрусёва                                                   | Конькобежный спорт | 1 000 метров        | 1.23,21   |
| Бронза  | Наталья Петрусёва                                                   | Конькобежный спорт | 1 500 метров        | 2.05,78   |
| Бронза  | Наталья Шиве                                                        | Конькобежный спорт | 500 метров          | 41,50     |
| Бронза  | Марина Климова Сергей Пономаренко                                   | Фигурное катание   | пары                |           |
| Бронза  | Лариса Селезнёва Олег Макаров                                       | Фигурное катание   | пары                |           |
| Бронза  | «Совет II» Зинтис Экманис Владимир Александров                      | Бобслей            | двойка              | 3.21,39   |

### Медали по видам спорта
| Спорт              | Золото | Серебро | Бронза | Всего |  |
| ------------------ | ------ | ------- | ------ | ----- |  |
| Конькобежный спорт | 2      | 3       | 4      | 9     |  |
| Лыжные гонки       | 1      | 4       | 0      | 5     |  |
| Фигурное катание   | 1      | 1       | 3      | 5     |  |
| Биатлон            | 1      | 0       | 0      | 1     |  |
| Хоккей с шайбой    | 1      | 0       | 0      | 1     |  |
| Санный спорт       | 0      | 2       | 1      | 3     |  |
| Бобслей            | 0      | 0       | 1      | 1     |  |

## Горнолыжный спорт
Мужчины
| Спортсмен        | Дисциплина        | 1 попытка | 1 попытка | 2 попытка | 2 попытка | Итог    | Итог  |
| Спортсмен        | Дисциплина        | Время     | Место     | Время     | Место     | Время   | Место |
| ---------------- | ----------------- | --------- | --------- | --------- | --------- | ------- | ----- |
| Валерий Цыганов  | Скоростной спуск  |           |           |           |           | 1:48.46 | 23    |
| Владимир Макеев  | Скоростной спуск  |           |           |           |           | 1:47.87 | 16    |
| Владимир Андреев | Гигантский слалом | 1:24.53   | 23        | DNF       | -         | DNF     | -     |
| Владимир Андреев | Слалом            | 54.01     | 21        | DNF       | -         | DNF     | -     |

Женщины
| Спортсмен        | Дисциплина        | 1 попытка | 1 попытка | 2 попытка | 2 попытка | Итог    | Итог  |
| Спортсмен        | Дисциплина        | Время     | Место     | Время     | Место     | Время   | Место |
| ---------------- | ----------------- | --------- | --------- | --------- | --------- | ------- | ----- |
| Надежда Андреева | Гигантский слалом | 1:12.46   | 35        | 1:14.39   | 27        | 2:26.85 | 29    |
| Надежда Андреева | Слалом            | 50.80     | 18        | 49.42     | 13        |         |       |

### Фигурное катание
| Соревнование              | Спортсмен                          | Обязательный танец 1 | Обязательный танец 1 | Обязательный танец 2/ обязательные фигуры | Обязательный танец 2/ обязательные фигуры | Короткая программа/ оригинальный танец | Короткая программа/ оригинальный танец | Произвольная программа/ произвольный танец | Произвольная программа/ произвольный танец | Всего     | Всего   |
| Соревнование              | Спортсмен                          | Результат            | Место                | Результат                                 | Место                                     | Результат                              | Место                                  | Результат                                  | Место                                      | Результат | Место   |
| ------------------------- | ---------------------------------- | -------------------- | -------------------- | ----------------------------------------- | ----------------------------------------- | -------------------------------------- | -------------------------------------- | ------------------------------------------ | ------------------------------------------ | --------- | ------- |
| Женское одиночное катание | Елена Водорезова                   |                      |                      | 1,2                                       | 2                                         | 3,2                                    | 8                                      | 11,0                                       | 11                                         | 15,4      | 8       |
| Женское одиночное катание | Анна Кондрашова                    |                      |                      | 4,2                                       | 7                                         | 1,6                                    | 4                                      | 6,0                                        | 6                                          | 11,8      | 5       |
| Женское одиночное катание | Кира Иванова                       |                      |                      | 3,0                                       | 5                                         | 1,2                                    | 3                                      | 5,0                                        | 5                                          | 9,2       | Бронза  |
| Мужское одиночное катание | Владимир Котин                     |                      |                      | 6,6                                       | 11                                        | 3,6                                    | 9                                      | 6,0                                        | 6                                          | 16,2      | 8       |
| Мужское одиночное катание | Александр Фадеев                   |                      |                      | 3,0                                       | 5                                         | 3,2                                    | 8                                      | 7,0                                        | 7                                          | 13,2      | 7       |
| Спортивные пары           | Марина Австрийская Юрий Квашнин    |                      |                      |                                           |                                           | 3,5                                    | 7                                      | 9,0                                        | 9                                          | 12,5      | 9       |
| Спортивные пары           | Лариса Селезнева Олег Макаров      |                      |                      |                                           |                                           | 1,0                                    | 2                                      | 3,0                                        | 3                                          | 4,0       | Бронза  |
| Спортивные пары           | Елена Валова Олег Васильев         |                      |                      |                                           |                                           | 0,5                                    | 1                                      | 1,0                                        | 1                                          | 1,5       | Золото  |
| Танцы на льду             | Ольга Воложинская Александр Свинин | 1,6                  | 8                    | 1,6                                       | 8                                         | 4,2                                    | 7                                      | 7,0                                        | 7                                          | 14,4      | 7       |
| Танцы на льду             | Марина Климова Сергей Пономаренко  | 0,8                  | 4                    | 0,8                                       | 4                                         | 2,4                                    | 4                                      | 3,0                                        | 3                                          | 7,0       | Бронза  |
| Танцы на льду             | Наталья Бестемьянова Андрей Букин  | 0,4                  | 2                    | 0,4                                       | 2                                         | 1,2                                    | 2                                      | 2,0                                        | 2                                          | 4,0       | Серебро |